# Isa TKM - La fiesta va a empezar
Isa TKM - La fiesta va a empezar è il primo album di colonne sonore della telenovela venezuelana Isa TVB, pubblicato nel 2009 dalle etichette discografiche Sony Music e Ariola Records. Il disco è stato un gran successo in tutta l'America latina, arrivando a mettersi nel Top Ten di Messico, Colombia, Venezuela e Brasile.

## Tracce
1. Ven a bailar – 2:56
2. Vamos a vivir – 3:28
3. Micaela Castellotti – Ella tiene un amor – 3:42
4. Micaela Castellotti, Willy Martin – Nada puede más – 4:18
5. Reinaldo Zavarce – Y abrir los ojos – 3:41
6. María Gabriela de Faría – Debía ser amor – 3:55
7. Milena Torres – La princesa – 3:16
8. María Gabriela de Faría, Milena Torres – Yo digo – 2:59
9. María Gabriela de Faría, Micaela Castellotti – Amigas como tú – 4:10
10. María Gabriela de Faría, Reinaldo Zavarce – Para mí – 3:24
11. María Gabriela de Faría, Reinaldo Zavarce – Te habla en mi corazón – 3:31